# マルセロ・エスティガリビア
マルセロ・アレハンドロ・エスティガリビア・バルモリ（Marcelo Alejandro Estigarribia Balmori, 1987年9月21日 - ）は、パラグアイ・フェルナンド・デ・ラ・モラ出身の同国代表サッカー選手。ソル・デ・アメリカ所属。ポジションはミッドフィールダー（左ウイング）。

## クラブ歴

### キャリア初期
パラグアイのクルブ・スポルト・コロンビアにてプロキャリアをスタート。2006年にセロ・ポルテーニョに移籍した。2008年にはリーグ・アンのル・マンUCに移籍。しかし出場機会が限られたため2009年12月27日にアルゼンチンのニューウェルズ・オールドボーイズへ期限付き移籍となった。その後ローン期間が1年延長され、買い取りオプションが付帯された。ニューウェルズは経済的な理由でオプションを行使せず、ル・マンはリーグ・ドゥへの降格が決定。2011年8月9日にウルグアイ2部リーグのデポルティーボ・マルドナドへ移籍した。

### イタリア時代
2011年8月28日、セリエAのユヴェントスFCへ500万ユーロの買い取りオプション付きのレンタル移籍が決まった。アントニオ・コンテ監督の下、10月16日のACキエーヴォ・ヴェローナ戦で80分にエマヌエレ・ジャッケリーニとの交代でセリエAデビュー。11月29日のSSCナポリ戦では、ユヴェントス在籍時で唯一となるゴールを挙げた。クラブは2011-12シーズンのセリエAを制しスクデット獲得を経験した。しかしシーズン終了後にクラブはオプションを行使せず、2012-13シーズンはUCサンプドリアでプレー。レギュラーとして公式戦合計35試合に出場し2得点を記録した。2013年8月29日、ACキエーヴォ・ヴェローナへのローンとなる。2014年1月30日、アタランタBCへ加入。10月に後述の代表戦で重傷を負い、2014-15シーズンを棒に振った。2016年2月5日にレンタルバックとなった。

### セロ・ポルテーニョ以降
イタリアから帰国すると、セロ・ポルテーニョへシーズンローンとなり8年振りに古巣へ復帰する。
2017年1月24日、リーガMXのチアパスFCへ期限付き移籍。2017年7月にはCAコロンへのシーズンローンが決定し、再びアルゼンチンでプレーすることとなった。
2021シーズンはクルブ・オリンピアへローンで加入。ネストル・ゴロシート監督率いるクラブで1年間プレーする。

## 代表歴
2008年5月22日のコートジボワールとの親善試合にてパラグアイ代表デビュー。2010年4月1日の南アフリカとの親善試合にて代表初ゴールを記録。コパ・アメリカ2011では全試合に出場し、チームの準優勝に貢献した。
2014年10月11日に行われた親善試合・韓国戦で、右膝前十字靭帯を断裂し6か月以上の離脱となった。

## 人物
エスティガリビアの姓はバスク地方に由来し、母親がイタリア系のため同国のパスポートも所持している。3人兄弟で育ち、幼少時から「Marcelo」の指小形である「El Chelo」の愛称で呼ばれる。
既婚であり2人の娘を儲けている。

## 個人成績
2021年5月21日現在
| クラブ                           | シーズン | リーグ | リーグ | カップ | カップ | 国際大会 | 国際大会 | 合計 | 合計 |
| クラブ                           | シーズン | 出場   | 得点   | 出場   | 得点   | 出場     | 得点     | 出場 | 得点 |
| -------------------------------- | -------- | ------ | ------ | ------ | ------ | -------- | -------- | ---- | ---- |
| スポルト・コロンビア             | 2005     | 10     | 0      | –      | –      | –        | –        | 10   | 0    |
| セロ・ポルテーニョ               | 2006     | 1      | 0      | –      | –      | –        | –        | 1    | 0    |
| セロ・ポルテーニョ               | 2007     | 23     | 2      | –      | –      | –        |          | 23   | 2    |
| セロ・ポルテーニョ               | 2008     | 21     | 4      | –      | –      | 2        | 0        | 23   | 4    |
| セロ・ポルテーニョ               | 合計     | 45     | 6      | 0      | 0      | 2        | 0        | 47   | 6    |
| ル・マン                         | 2008-09  | 5      | 0      | 1      | 0      | –        | –        | 6    | 0    |
| ル・マン                         | 2009-10  | 7      | 0      | 0      | 0      | –        | –        | 7    | 0    |
| ル・マン                         | 合計     | 12     | 0      | 1      | 0      | 0        | 0        | 13   | 0    |
| ニューウェルズ・オールドボーイズ | 2009-10  | 15     | 0      | -      | -      | 1        | 0        | 16   | 0    |
| ニューウェルズ・オールドボーイズ | 2010-11  | 30     | 0      | -      | -      | 6        | 1        | 36   | 1    |
| ニューウェルズ・オールドボーイズ | 合計     | 45     | 0      | 0      | 0      | 7        | 1        | 52   | 1    |
| ユヴェントス                     | 2011-12  | 14     | 1      | 4      | 0      | –        |          | 18   | 1    |
| サンプドリア                     | 2012-13  | 34     | 2      | 1      | 0      | –        | –        | 35   | 2    |
| キエーヴォ・ヴェローナ           | 2013-14  | 16     | 0      | 1      | 0      | 0        | 0        | 17   | 0    |
| アタランタ                       | 2013-14  | 12     | 1      | 0      | 0      | 0        | 0        | 12   | 1    |
| アタランタ                       | 2014-15  | 9      | 1      | 1      | 0      | 0        | 0        | 10   | 1    |
| アタランタ                       | 2015-16  | 4      | 0      | 1      | 0      | 0        | 0        | 5    | 0    |
| アタランタ                       | 合計     | 25     | 2      | 2      | 0      | 0        | 0        | 27   | 2    |
| セロ・ポルテーニョ               | 2016     | 22     | 1      | 0      | 0      | 15       | 0        | 37   | 1    |
| チアパス                         | 2017     | 6      | 1      | 3      | 0      | 0        | 0        | 9    | 1    |
| コロン                           | 2017-18  | 23     | 3      | 3      | 0      | 1        | 0        | 27   | 3    |
| コロン                           | 2018-19  | 22     | 1      | 4      | 1      | 7        | 1        | 33   | 3    |
| コロン                           | 2019-20  | 21     | 0      | 2      | 0      | 6        | 0        | 29   | 0    |
| コロン                           | 合計     | 66     | 4      | 9      | 1      | 15       | 1        | 89   | 6    |
| デポルティーボ・マルドナド       | 2020     | 15     | 2      | -      | -      | -        | -        | 15   | 2    |
| オリンピア                       | 2021     | 11     | 0      | -      | -      | 3        | 0        | 14   | 0    |
| 通算                             | 通算     | 321    | 19     | 20     | 1      | 43       | 2        | 384  | 22   |

## タイトル
ユヴェントス
- セリエA : 2011-12